# 나파모스타트
나파모스타트(Nafamostat)는 췌장염 치료제이다. 성분명은 나파모스타트 메실산염 (nafamostat mesilate)이다. 

## 역사
나파모스타트는 일본 제약사 토리이에서 개발한 의약품이다. 제일약품은 2019년 식약처를 통해 췌장염 치료제 나파모스타드의 생산 및 판매 제네릭 허가를 받아 판매하고 있다. 헤파린 대체약물로 투석환자나 급성췌장염 환자 등에게 사용된다.
SK케미칼은 나파모스타트를 주성분으로 한 혈액 항응고제 '주사용 후탄'을 지난 2005년 일본 토리이로부터 도입해 국내 최초로 소개했으며 2020년 국내 발매 14년을 맞이한 기업이다.

## 코로나19
2020년 3월 18일, 도쿄대 의과학연구소가 췌장염 치료제로 일본에서 승인된 나파모스타트 메실산염(Nafamostat Mesilate)을 코로나19 환자에게 시험 투약했다.
4월 17일, 한국 식약처가 나파모스타트 임상시험을 승인했다. 경상대학교가 혈액 투석환자나 급성췌장염 환자 등의 혈액응고방지제로 쓰이는 후탄(나파모스타트메실산염, SK케미칼)이 코로나19 폐렴 환자를 대상으로 임상시험에 돌입한다.
4월 24일, 정부가 코로나19 치료제 현황을 점검했다. 나파모스타트는 에볼라 치료제인 렘데시비르보다 50배 이상 바이러스를 억제시키는 등 코로나19 고위험군 3명 완치가 발표된 바 있다.
5월 14일, 한국파스퇴르연구소(소장 류왕식)는 혈액 항응고제 및 급성 췌장염 치료제의 성분인 '나파모스타트'가 코로나19 바이러스 감염을 억제하는 매우 강력한 항바이러스 효능을 가졌다고 밝혔다. 연구논문에서, 나파모스타트가 Calu-3 세포에서 렘데시비르보다 약 600배 더 강력함을 나타낸다고 한다. 연구팀은 "렘데시비르 농도의 600분의 1로 동일한 항바이러스 효과를 얻었다"고 말했다.
1. ↑  [특징주] 뉴지랩, 렘데시비르보다 600배 강력한 코로나19 약물 '나파모스타트' 언급↑, 파이낸셜뉴스, 2020.05.14.